# Sérgio Meneguelli
Sergio Meneguelli (Colatina, 1 de junho de 1956), é um Bacharel em Direito e Político brasileiro, filiado ao Republicanos. Atualmente é Deputado estadual pelo estado do Espírito Santo.
Sua trajetória política começou como Vereador em Colatina, onde foi eleito por quatro mandatos, sendo três consecutivos (1983-88; 2005-08; 2009-12; 2013-16) . Em 2016, atendendo à pressão popular, candidatou-se à Prefeitura de Colatina da cidade e foi eleito Prefeito, exercendo o cargo de 2017 a 2020. Em 2022, Meneguelli conquistou uma cadeira na Assembleia Legislativa do Espírito Santo, tornando-se o deputado estadual eleito com a maior votação da história capixaba, obtendo 138.523 votos . Ele iniciou sua carreira política filiado ao MDB e, mais recentemente, migrou para o partido Republicanos.

## Biografia
Foi vereador por quatro mandatos consecutivos em Colatina e nas eleições de 2016, obteve 19.689 sendo 30.24%, dos votos, sendo eleito prefeito pelo Movimento Democrático Brasileiro. Em 2022 conseguiu uma das 30 cadeiras da Assembleia Legislativa do Espírito Santo, eleito com a maior votação da história capixaba, obtendo pelo Republicanos, 138.523 sendo 6,60% do total de votos validos..